# ريتشي كامبل
ريتشي كامبل (بالبرتغالية: Richie Campbell‏) هو كاتب أغاني برتغالي، ولد في 1986 في لشبونة في البرتغال.